# Perzijci
Perzijci so glavni narod Irana in govorijo perzijščino oziroma farsi; večina se jih opredeljuje za etnične Irance. Po veroizpovedi so pretežno šiiti z manjšinami sunitov, perzijskih Judov, perzijskih kristjanov, zoroastrijcev in bahajcev.
Pomembnejše manjšine so v ZDA, Turčiji in Iraku. Danes je okoli 90 milijonov Perzijcev.